# 長尾定景 (足利長尾氏)
長尾 定景（ながお さだかげ）は、室町時代後期の武将。山内上杉家の家臣である足利長尾氏2代当主。
通称は新五郎。官職は但馬守。
長尾景人の嫡男として誕生。文明4年（1472年）に父の死により家督を継ぎ、主君である関東管領・上杉顕定の偏諱を受け「定景」と名乗るが、病弱であったらしく僅か3年で急死した。法名は総嶽道統居士。墓所は長林寺（足利市西宮町）。
叔父・長尾房清の後見を受けた弟・景長が後を継いだ。